# Early Science and Medicine
Early Science and Medicine es una revista académica revisada por pares sobre la historia de la ciencia y la medicina.
El editor en jefe es Christoph Lüthy de la Universidad de Radboud, Nijmegen. La revista es publicada por Brill e indexada en Arts and Humanities Citation Index, Academic Search Complete, PubMed y Scopus.

## Métricas de revista
2022
- Web of Science Group :0,756
- Índice h de Google Scholar: 22
- Scopus: 0,293